# 7383 Lassovszky
7383 Lassovszky eller 1981 SE är en asteroid i huvudbältet som upptäcktes den 30 september 1981 av Oak Ridge-observatoriet. Den är uppkallad efter den ungerska astronomen Károly Lassovszky.
Asteroiden har en diameter på ungefär 8 kilometer.